# 몫공간
일반위상수학에서 몫공간(-空間, 영어: quotient space)은 어떤 위상 공간의 몫집합 위에 표준적으로 존재하는 위상 공간이다.

## 정의

### 몫위상
위상 공간 {\displaystyle X} 및 그 위의 동치 관계 {\displaystyle {\sim }\subseteq X^{2}}가 주어졌을 때, 몫집합 {\displaystyle X/{\mathord {\sim }}} 위의 몫위상(-位相, 영어: quotient topology)은 다음 두 가지 방법을 통해 정의할 수 있으며, 이렇게 정의한 두 위상은 서로 같다.:139
- (열린집합을 통한 정의) 부분 집합 {\displaystyle U\subseteq X/{\mathord {\sim }}}이 열린집합일 필요충분조건은 {\displaystyle [-]_{\sim }^{-1}(U)\subseteq X}가 {\displaystyle X}의 열린집합인 것이다. (여기서 {\displaystyle \textstyle [-]_{\sim }^{-1}(U)=\{x\in X\colon [x]_{\sim }\in U\}}는 {\displaystyle U}의 표준 사영 {\displaystyle X\to X/{\mathord {\sim }}}에 대한 원상이다.)
- (닫힌집합을 통한 정의) 부분 집합 {\displaystyle F\subseteq X/{\mathord {\sim }}}이 닫힌집합일 필요충분조건은 {\displaystyle [-]_{\sim }^{-1}(F)\subseteq X}가 {\displaystyle X}의 닫힌집합인 것이다.

이 위상은 표준 사영
{\displaystyle X\to X/{\mathord {\sim }}}
을 연속 함수로 만드는 가장 섬세한 위상이다. 또한, 이는 임의의 위상 공간 {\displaystyle Y} 및 함수 {\displaystyle f\colon X/{\mathord {\sim }}\to Y}에 대하여 다음 두 조건을 동치로 만드는, 유일한 {\displaystyle X/{\mathord {\sim }}} 위의 위상이다.
- {\displaystyle f}는 연속 함수이다.
- {\displaystyle f\circ [-]_{\sim }\colon X\to Y}는 연속 함수이다.

### 몫사상
두 위상 공간 {\displaystyle X}, {\displaystyle Y} 사이의 전사 함수 {\displaystyle q\colon X\to Y}에 대하여, 다음 세 조건이 서로 동치이며, 이를 만족시키는 {\displaystyle q}를 몫사상(-寫像, 영어: quotient map)이라고 한다.:137
- {\displaystyle f}는 연속 함수이며, 만약 {\displaystyle U\subseteq Y}가 부분 집합이며 {\displaystyle q^{-1}(U)\subseteq X}가 열린집합이라면, {\displaystyle U\subseteq Y} 역시 열린집합이다.
- {\displaystyle f}는 연속 함수이며, 만약 {\displaystyle F\subseteq Y}가 부분 집합이며 {\displaystyle q^{-1}(F)\subseteq X}가 닫힌집합이라면, {\displaystyle F\subseteq Y} 역시 닫힌집합이다.
- 임의의 위상 공간 {\displaystyle Z} 및 함수 {\displaystyle f\colon Y\to Z}에 대하여, {\displaystyle f}가 연속 함수인 것과 {\displaystyle f\circ q\colon X\to Z}가 연속 함수인 것은 동치이다.

몫위상과 몫사상의 개념은 서로 동치이다. 구체적으로, 몫공간 {\displaystyle X/{\mathord {\sim }}}에 대하여, 표준 사영 {\displaystyle X\to X/{\mathord {\sim }}}은 몫사상이다. 반대로, 몫사상 {\displaystyle q\colon X\to Y}가 주어졌을 때, {\displaystyle X} 위에 다음과 같은 동치 관계 {\displaystyle {\stackrel {q}{\sim }}}을 정의하자.
{\displaystyle x{\stackrel {q}{\sim }}x'\iff q(x)=q(x')\qquad \forall x,x'\in X}
그렇다면 {\displaystyle Y}는 몫공간 {\displaystyle X/{\mathord {\stackrel {q}{\sim }}}}과 위상 동형이다.

## 성질

### 함의 관계
모든 몫사상은 전사 연속 함수이며, 모든 열린 전사 연속 함수와 닫힌 전사 연속 함수는 몫사상이다. 몫사상이 단사 함수일 필요충분조건은 위상 동형 사상이다. 콤팩트 공간 {\displaystyle X}에서 하우스도르프 공간 {\displaystyle Y}로 가는 함수 {\displaystyle X\to Y}의 경우, 전사 연속 함수, 몫사상, 닫힌 전사 연속 함수의 개념이 서로 동치이다. (이는 모든 연속 함수 {\displaystyle X\to Y}가 닫힌 함수이기 때문이다.)

### 연산에 대한 닫힘
두 몫사상 {\displaystyle f\colon X\to Y}와 {\displaystyle g\colon Y\to Z}의 합성 {\displaystyle g\circ f\colon X\to Z}는 몫사상이다. 반대로, 만약 {\displaystyle f\colon X\to Y}와 {\displaystyle g\colon Y\to Z}가 연속 함수이며 {\displaystyle g\circ f}가 몫사상이라면, {\displaystyle f} 역시 몫사상이다.
몫사상 {\displaystyle f\colon X\to Y} 및 연속 함수 {\displaystyle h\colon X\to Z}에 대하여, 만약 {\displaystyle x,x'\in X}, {\displaystyle f(x)=f(x')}가 항상 {\displaystyle h(x)=h(x')}을 함의한다면, {\displaystyle f}와 {\displaystyle h}를 통해 유일하게 정의되는 함수
{\displaystyle {\widetilde {h}}\colon Y\to Z}
{\displaystyle {\widetilde {h}}\circ f=h}
는 연속 함수이다.:142
몫사상 {\displaystyle q\colon X\to Y} 및 부분 집합 {\displaystyle A\subseteq Y}에 대하여, 만약 다음 네 조건 가운데 하나가 성립한다면, 제한
{\displaystyle q\upharpoonright (q^{-1}(A),A)\colon q^{-1}(A)\to A}
는 몫사상이다.:140
- {\displaystyle A\subseteq Y}는 열린집합이다.
- {\displaystyle A\subseteq Y}는 닫힌집합이다.
- {\displaystyle q}는 열린 함수이다.
- {\displaystyle q}는 닫힌 함수이다.

반대로, 만약 {\displaystyle q\colon X\to Y}가 전사 연속 함수이며, 임의의 {\displaystyle y\in Y}가 {\displaystyle q\upharpoonright (q^{-1}(N),N)}을 몫사상으로 만드는 근방 {\displaystyle N\ni y}를 갖는다면, {\displaystyle q}는 몫사상이다.
몫사상 {\displaystyle f\colon X\to Y}, {\displaystyle f'\colon X'\to Y'}에 대하여, 자연스럽게 정의되는 함수
{\displaystyle f\times f'\colon X\times X'\to Y\times Y'}
{\displaystyle f\times f'\colon (x,x')\mapsto (f(x),f'(x'))}
를 생각하자. 이는 전사 연속 함수이지만, (정의역과 공역의 곱위상에 대하여) 몫사상이 아닐 수 있다. 그러나 임의의 몫사상 {\displaystyle f\colon X\to Y} 및 국소 콤팩트 공간 {\displaystyle Z}에 대하여,
{\displaystyle f\times \operatorname {id} _{Z}\colon X\times Z\to Y\times Z}
는 (곱위상에 대하여) 몫사상이다. 또한, 임의의 콤팩트 생성 공간 {\displaystyle X}, {\displaystyle Z} 및 몫사상 {\displaystyle f\colon X\to Y}에 대하여,
{\displaystyle k(f\times \operatorname {id} _{Z})\colon k(X\times Z)\to k(Y\times Z)}
는 (콤팩트 생성 곱위상에 대하여) 몫사상이다.:192, Corollary 5.9.10

### 끝 위상과의 관계
몫위상은 표준 사영에 대한 끝 위상이다. 반대로, 위상 공간 {\displaystyle Y}가 위상 공간들의 집합 {\displaystyle (X_{i})_{i\in I}} 및 함수들의 집합 {\displaystyle (f_{i}\colon X_{i}\to Y)_{i\in I}}에 대한 끝 위상을 갖는다고 하자. 이는 위상합
{\displaystyle X=\bigsqcup _{i\in I}X_{i}}
위에 자연스럽게 유도되는 하나의 함수
{\displaystyle f\colon X\to Y}
에 대한 끝 위상과 같다. 이 경우, {\displaystyle f\upharpoonright (X,f(X))\colon X\to f(X)}는 몫사상이다. 따라서 {\displaystyle f(X)}는 열린닫힌집합이며, {\displaystyle X}의 몫공간과 위상 동형이다. 또한 {\displaystyle Y\setminus f(X)}은 이산 공간이다. 즉, {\displaystyle Y}는 {\displaystyle (X_{i})_{i\in I}}의 위상합의 몫공간과 이산 공간의 위상합이다.

## 예

### 다각형의 몫공간
직사각형의 한 쌍의 대변을 직사각형의 둘레를 따라 회전하는 방향을 기준으로 반대 방향을 따라 붙여 몫공간을 취하면 원기둥을 얻으며, 같은 방향을 따라 붙이면 뫼비우스의 띠를 얻는다.
| 그림1 | 그림2 | 몫공간                                                       |
| ----- | ----- | ------------------------------------------------------------ |
|       |       | 원기둥 {\displaystyle {\bar {\mathbb {D} }}^{2}\times [0,1]} |
|       |       | 뫼비우스의 띠 {\displaystyle \operatorname {M} }             |

만약 어떤 위상 공간이 변의 수가 짝수인 다각형의 변을 둘씩 짝을 지어 붙여 만든 몫공간과 위상 동형이라면, 이 다각형과 동치 관계의 순서쌍을 위상 공간의 다각형 표시(多角形表示, 영어: polygonal presentation)이라고 한다. 변의 수가 {\displaystyle 2n}인 다각형 표현은 길이 {\displaystyle 2n}의 문자열 {\displaystyle \alpha \in \{a_{1},a_{2},\dotsc ,a_{n},a_{1}^{-1},a_{2}^{-2},\dotsc ,a_{n}^{-1}\}^{2n}}로 나타낼 수 있다. 각 {\displaystyle i=1,2,\dotsc ,n}에 대하여, {\displaystyle \alpha } 속에는 {\displaystyle a_{i}}가 정확히 두 번 등장하거나 {\displaystyle a_{i}}와 {\displaystyle a_{i}^{-1}}가 정확히 한 번씩 등장해야 한다. 만약 {\displaystyle \alpha _{i}=\alpha _{j}}라면, 다각형의 {\displaystyle i}번째 변과 {\displaystyle j}번째 변을 같은 방향으로 붙인다. 만약 {\displaystyle \alpha _{j}=\alpha _{i}^{-1}}라면, {\displaystyle i}번째 변과 {\displaystyle j}번째 변을 반대 방향으로 붙인다.
| 다각형 표시 그림 | 다각형 표시                    | 몫공간 그림 | 몫공간                                                                          |
| ---------------- | ------------------------------ | ----------- | ------------------------------------------------------------------------------- |
|                  | {\displaystyle abb^{-1}a^{-1}} |             | 구 {\displaystyle \mathbb {S} ^{2}}                                             |
|                  | {\displaystyle abab}           |             | 실수 사영 평면 {\displaystyle \mathbb {RP} ^{2}}                                |
|                  | {\displaystyle abab^{-1}}      |             | 클라인 병 {\displaystyle \mathbb {RP} ^{2}\#\mathbb {RP} ^{2}}                  |
|                  | {\displaystyle aba^{-1}b^{-1}} |             | 원환면 {\displaystyle \mathbb {T} ^{2}=\mathbb {S} ^{1}\times \mathbb {S} ^{1}} |

### 부분 집합을 한 점으로 합친 공간
위상 공간 {\displaystyle X}의 부분 집합 {\displaystyle A}을 한 점으로 합쳐 만든 몫공간은
{\displaystyle X/A}
로 표기한다.
하우스도르프 공간 {\displaystyle X} 및 콤팩트 집합 {\displaystyle A\subseteq X}에 대하여, {\displaystyle X/A}는 항상 하우스도르프 공간이다.
예를 들어,
{\displaystyle [0,1]/\{0,1\}\cong \mathbb {S} ^{1}}
{\displaystyle {\bar {\mathbb {D} }}^{2}/\mathbb {S} ^{1}\cong \mathbb {S} ^{2}}
이다. 여기서 {\displaystyle {\bar {\mathbb {D} }}^{n}}은 {\displaystyle n}차원 유클리드 공간의 닫힌 공이며, {\displaystyle \mathbb {S} ^{n}}은 {\displaystyle n}차원 초구이다.

### 뿔
위상 공간 {\displaystyle X} 위의 뿔은 다음과 같다.
{\displaystyle \operatorname {cone} (X)=(X\times [0,1])/(X\times \{0\})}
하우스도르프 공간 위의 뿔은 하우스도르프 공간이다.
유클리드 공간 {\displaystyle \mathbb {R} ^{n}}의 콤팩트 집합 {\displaystyle X} 위의 뿔은 다음과 같은 공간과 위상 동형이다.
{\displaystyle \operatorname {cone} (X)\cong \{(1-t)a+tx\colon x\in X,\;t\in [0,1]\}}
{\displaystyle a\in \mathbb {R} ^{n+1}\setminus \mathbb {R} ^{n}}
임의의 연속 함수 {\displaystyle f\colon X\to Y}에 대하여, 다음 두 조건이 서로 동치이다.
- {\displaystyle f}는 널호모토픽하다.
- {\displaystyle f}의 연속 확장 {\displaystyle \operatorname {cone} (X)\to Y}이 존재한다.

### 붙임 공간
두 위상 공간 {\displaystyle X}, {\displaystyle Y} 및 부분 집합 {\displaystyle A\subseteq X} 및 연속 함수 {\displaystyle f\colon A\to Y}가 주어졌다고 하자. 위상합 {\displaystyle X\sqcup Y} 위에 다음과 같은 동치 관계를 정의하자.
{\displaystyle x\sim f(x)\qquad \forall x\in A}
그렇다면, {\displaystyle f}의 붙임 공간은 다음과 같은 몫공간이다.
{\displaystyle Y\cup _{f}X=(X\sqcup Y)/\sim }
예를 들어,
{\displaystyle {\bar {\mathbb {D} }}^{2}\cup _{\iota _{\mathbb {S} ^{1}}}{\bar {\mathbb {D} }}^{2}\cong \mathbb {S} ^{2}}
{\displaystyle \operatorname {M} \cup _{\iota _{\partial {\operatorname {M} }}}\operatorname {M} \cong \mathbb {RP} ^{2}\#\mathbb {RP} ^{2}}
{\displaystyle M\cup _{f}{\bar {\mathbb {D} }}^{2}\cong \mathbb {RP} ^{2}}
이다. 여기서 {\displaystyle \iota _{\mathbb {S} ^{1}}\colon \mathbb {S} ^{1}\to {\bar {\mathbb {D} }}^{2}}와 {\displaystyle \iota _{\partial {\operatorname {M} }}\colon \partial {\operatorname {M} }\to \operatorname {M} }은 포함 함수이며, {\displaystyle f\colon \partial {\bar {\mathbb {D} }}^{2}\to \partial {\operatorname {M} }}는 두 경계 사이의 위상동형사상이다.

### 열린 함수나 닫힌 함수가 아닌 몫사상
몫공간 {\displaystyle \mathbb {R} /(0,1]}으로의 표준 사영 {\displaystyle p\colon \mathbb {R} \to \mathbb {R} /(0,1]}은 몫사상이지만, 열린 함수가 아니며 닫힌 함수도 아니다. 예를 들어, {\displaystyle (-\infty ,1)\subseteq \mathbb {R} }는 열린집합이지만, {\displaystyle p((-\infty ,1))\subseteq \mathbb {R} /(0,1]}은 열린집합이 아니다. 이는
{\displaystyle p^{-1}(p((-\infty ,1)))=(-\infty ,1]\subseteq \mathbb {R} }
가 열린집합이 아니기 때문이다. 또한 {\displaystyle [1,\infty )\subseteq \mathbb {R} }는 닫힌집합이지만, {\displaystyle p([1,\infty ))\subseteq \mathbb {R} /(0,1]}은 닫힌집합이 아니다. 이는
{\displaystyle p^{-1}(p([1,\infty )))=(0,\infty )\subseteq \mathbb {R} }
가 닫힌집합이 아니기 때문이다.

### 곱이 몫사상이 아닌 두 몫사상
몫공간 {\displaystyle \mathbb {Q} /\mathbb {Z} }로의 표준 사영 {\displaystyle \mathbb {Q} \to \mathbb {Q} /\mathbb {Z} }과 항등 함수 {\displaystyle \mathbb {Q} \to \mathbb {Q} }의 곱
{\displaystyle f\colon \mathbb {Q} \times \mathbb {Q} \to \mathbb {Q} /\mathbb {Z} \times \mathbb {Q} }
는 (곱위상에 대하여) 몫사상이 아니다. 예를 들어, 임의의 {\displaystyle n\in \mathbb {Z} }에 대하여 {\displaystyle r_{n}={\sqrt {2}}/(|n|+1)}이라고 하자. 또한 {\displaystyle A_{n}\subseteq [n,n+1]\times \mathbb {R} }가 {\displaystyle (n,r_{n})}, {\displaystyle (n+1/2,r_{n})}, {\displaystyle (n+1,r_{n+1})}을 꼭짓점으로 하는 열린 삼각형 영역이라고 하고,
{\displaystyle B=(\mathbb {Q} \times \mathbb {Q} )\cap \operatorname {cl} _{\mathbb {R} ^{2}}\bigcup _{n\in \mathbb {Z} }A_{n}}
라고 하자. 그렇다면,
{\displaystyle f^{-1}(f(B))=B\subseteq \mathbb {Q} \times \mathbb {Q} }
는 닫힌집합이지만, {\displaystyle f(B)\subseteq \mathbb {Q} /\mathbb {Z} \times \mathbb {Q} }는 닫힌집합이 아니다. 이는
{\displaystyle f((0,0))\in \operatorname {cl} _{\mathbb {Q} /\mathbb {Z} \times \mathbb {Q} }f(B)\setminus f(B)}
이기 때문이다.

## 참고 문헌
1. 1 2 3 4  Munkres, James R. (2000). 《Topology》 (영어) 2판. Prentice Hall. ISBN 978-0-13-181629-9. MR 0464128. Zbl 0951.54001.
2. ↑  Brown, Ronald (2006). 《Topology and groupoids. A geometric account of general topology, homotopy types and the fundamental groupoid》 (영어) 3판. ISBN 1-4196-2722-8. Zbl 1093.55001.